# Кузьмине (Брянська область)
Кузьмине (рос. Кузьмино) — селище в Брянському районі Брянської області Російської Федерації.
Населення становить 1149 осіб. Входить до складу муніципального утворення Снежське сільське поселення.

## Історія
Від 2005 року входить до складу муніципального утворення Снежське сільське поселення.

## Населення
| 2010 | 2012  | 2013  |
| ---- | ----- | ----- |
| 1043 | ↗1114 | ↗1149 |